# Bull services
Bull services, également appelée Bull services et solutions, est la 13e SSII française. Elle a été créée par Bull en 1958[Où ?]. 